# El Bouni
El Bouni (în arabă البوني) este o comună din provincia Annaba, Algeria.
Populația comunei este de 125.265 locuitori (2008).